# Mirna Schindler
Mirna Isabel Schindler Alcoholado (Santiago, 9 de mayo de 1967) es una periodista chilena de radio y televisión.

## Biografía
Realizó sus estudios en la Escuela de Periodismo de la Universidad de Chile, donde se tituló.
Fue reportera de crónica política en el diario El Mercurio.
En televisión participó durante 13 años en el programa Informe especial de TVN, donde realizó reportajes como Una conspiración secreta sobre la muerte del expresidente Eduardo Frei Montalva y Autopsia al SML. También realizó un programa sobre fenómenos sobrenaturales en TVN.
Fue parte de CNN Chile desde su inicio de transmisiones en 2008, hasta que en 2013 fue despedida.
En Radio Concierto condujo por cuatro años el programa Mañana será otro día. En 2015, tras la salida de Beatriz Sánchez de la radio informativa Radio ADN, el holding Ibero Americana Radio Chile (al que pertenecen ambas radios) reubicó a Schindler en su estación de noticias. Desde entonces hizo dupla con Mauricio Hofmann en el programa de información y análisis ADN Hoy, transmitido de lunes a viernes a las 7 de la mañana. 
En 2019 debutó como panelista del matinal Hola Chile de La Red, labor que abandonó cuando en su lugar llegó la modelo argentina Vanesa Borghi.
En 2020 regresó a La Red como panelista al programa de periodismo político y debate Pauta libre, junto a las periodistas Mónica González y Alejandra Matus.
En agosto de 2021 dejó la radio ADN para asumir la conducción del nuevo programa matinal en Canal 13.
El 15 de noviembre de 2021, debutó en la conducción principal de un programa de televisión, de la mano nuevo matinal de Canal 13, Tu día, junto a Ángeles Araya. Menos de un año después, a fines de septiembre de 2022, Schindler fue desvinculada del programa y de Canal 13.
A través de su cuenta personal de Twitter, Schindler realiza periodismo de opinión con vídeos y comentarios sobre contingencia política y social chilena.